# آیلین فلین (سیاستمدار)
آیلین فلین (انگلیسی: Eileen Flynn؛ زادهٔ ۱۹۸۹/۱۹۹۰ (۳۴–۳۵ سال)) سیاست‌مدار اهل جمهوری ایرلند است.
وی همچنین برندهٔ جوایزی همچون ۱۰۰ زن بی‌بی‌سی شده‌است.